# کاروانسرای گورچو
کاروانسرای گورچو معروف به قلعه گورچوئیه  مربوط به دوره قاجار است و در شهرستان زرند، روستای گورچوئیه واقع شده و این اثر در تاریخ ۱۸ خرداد ۱۳۸۴ با شمارهٔ ثبت ۱۱۸۷۶ به‌عنوان یکی از آثار ملی ایران به ثبت رسیده است.